# هیدروکسید

ساختار لوویس یون هیدروکسید

هیدروکسید(به انگلیسی: Hydroxide) یک آنیون دو اتمی با یک بار منفی است که از یک اتم اکسیژن و یک اتم هیدروژن که با پیوند کووالانسی به هم متصل شده‌اند، تشکیل شده است. با فرمول OH با یک بار منفی.